# Destriz e Reigoso
Destriz e Reigoso (llamada oficialmente União das Freguesias de Destriz e Reigoso) es una freguesia portuguesa del municipio de Oliveira de Frades, distrito de Viseu.

## Historia
Fue creada el 28 de enero de 2013 en aplicación de una resolución de la Asamblea de la República de Portugal promulgada el 16 de enero de 2013 con la unión de las freguesias de Destriz y Reigoso, pasando su sede a estar situada en la antigua freguesia de Destriz.

## Demografía
| Gráfica de evolución demográfica de Destriz e Reigoso entre 2011 y 2021 |
|                                                                         |
| Datos según el nomenclátor publicado por el INE portugués.              |